# Rachel Talalay
Rachel Talalay est une productrice et réalisatrice américaine.

## Biographie
Rachel Talalay entre dans le milieu cinématographique par l'intermédiaire de la société New Line Cinema où elle occupe des postes d'assistante de production puis productrice au sein des quatre premiers films de la saga Freddy. Elle fait ses débuts en réalisant en 1992 le sixième opus de célèbre boogeyman dans La Fin de Freddy - L'ultime cauchemar, qui obtient un succès honorable mais loin des débuts au sein de la franchise.
Son second film, Le Tueur du futur (1993), passe plutôt inaperçu et devient un échec critique et commercial. Elle enchaîne avec Tank Girl où elle dirige Lori Petty, Ice-T et Naomi Watts mais qui fait à peine mieux au box-office.
Elle se tourne alors dans la réalisation de séries TV depuis la fin des années 1990.

## Filmographie

### Cinéma
| Année | Film                                    | Réalisatrice | Scénariste | Productrice |
| ----- | --------------------------------------- | ------------ | ---------- | ----------- |
| 1988  | Hairspray                               |              |            | Oui         |
| 1988  | Le Cauchemar de Freddy                  |              |            | Oui         |
| 1990  | Cry-Baby                                |              |            | Oui         |
| 1991  | La Fin de Freddy - L'ultime cauchemar   | Oui          | Oui        |             |
| 1993  | Le tueur du futur (en)                  | Oui          |            |             |
| 1995  | Tank Girl                               | Oui          |            |             |
| 1997  | Le Petit Monde des Borrowers            |              |            | Oui         |
| 2020  | Petit guide de la chasseuse de monstres | Oui          |            |             |

### Télévision
| Année | Film                         | Réalisatrice | Scénariste | Productrice |
| ----- | ---------------------------- | ------------ | ---------- | ----------- |
| 2012  | Pacte de femmes              | Oui          |            |             |
| 2003  | A Tale of Two Wives          | Oui          |            |             |
| 2006  | Le vent dans les saules (en) | Oui          |            |             |
| 2012  | Hannah's Law (en)            | Oui          |            |             |
| 2014  | The Dorm                     | Oui          |            |             |
| 2012  | Unclaimed (en)               | Oui          |            |             |

| Année          | Film                               | Réalisatrice | Productrice | Notes                                       |
| -------------- | ---------------------------------- | ------------ | ----------- | ------------------------------------------- |
| 1997           | Gold                               | Oui          |             | Saison 1, épisode 5 et 6                    |
| 1997           | Band of Gold (en)                  | Oui          |             | Saison 3, épisode 5 et 6                    |
| 1998           | La Part du diable                  | Oui          |             | Saison 2, épisode 3 et 4                    |
| 1998           | Les Frères McGrail                 | Oui          |             | Saison 1, épisode 8 et 12                   |
| 1999-2002      | Ally McBeal                        | Oui          |             | 4 épisodes                                  |
| 2000           | Mon ami le fantôme                 | Oui          |             | 2 épisodes                                  |
| 2000           | Boston Public                      | Oui          |             | Saison 1, épisode 5                         |
| 2014           | The Dorm                           | Oui          |             |                                             |
| 2001           | Lydia DeLucca                      | Oui          |             | Saison 1, épisode 18                        |
| 2001           | State of Grace                     | Oui          |             | Saison 1, épisode 18                        |
| 2001           | Wolf Lake                          | Oui          |             | Saison 1, épisode 4                         |
| 2001           | Destin                             | Oui          |             | Mini-série - 6 épisodes                     |
| 2002           | Preuve à l'appui                   | Oui          |             | Saison 1, épisode 14                        |
| 2002           | FBI : Portés disparus              | Oui          |             | Saison 1, épisode 3                         |
| 2002-2003      | Division d'élite                   | Oui          |             | Saison 2, épisode 7 et Saison 3, épisode 17 |
| 2002-2007      | Dead Zone                          | Oui          |             | 3 épisodes                                  |
| 2003           | Cold Case : Affaires classées      | Oui          |             | Saison 1, épisode 9                         |
| 2004           | Touching Evil                      | Oui          | Oui         | Saison 1, épisode 2                         |
| 2004           | La Vie comme elle est              | Oui          |             | Saison 1, épisode 6                         |
| 2004           | Allie Singer                       | Oui          |             | Saison 2, épisode 10                        |
| 2005           | Wildfire                           | Oui          |             | Saison 1, épisode 2                         |
| 2005           | Sex, Love and Secrets              | Oui          |             | Saison 1, épisode 8                         |
| 2005           | Terminal City                      | Oui          |             | 4 épisodes                                  |
| 2006           | What About Brian                   | Oui          |             |                                             |
| 2006           | Whistler                           | Oui          |             | 4 épisodes                                  |
| 2007           | Supernatural                       | Oui          |             | Saison 2, épisode 10                        |
| 2007           | Greek                              | Oui          |             | Saison 1, épisode 8                         |
| 2007           | Kyle XY                            | Oui          |             | Saison 2, épisodes 11 et 13                 |
| 2008           | jPod                               | Oui          |             | Saison 2, épisodes 9 et 10                  |
| 2008           | Flash Gordon                       | Oui          |             | Saison 1, épisode 18                        |
| 2009           | Durham County                      | Oui          |             | Saison 1, épisodes 3 et 4                   |
| 2009           | Da Kink in My Hair                 | Oui          |             | Saison 2, épisodes 3, 4 et 7                |
| 2010           | Cra$h & Burn                       | Oui          |             | Saison 1, épisodes 8 et 11                  |
| 2010           | Bloodletting & Miraculous Cures    | Oui          |             | Saison 1, épisodes 1, 4 et 5                |
| 2010           | Haven                              | Oui          |             | Saison 2, épisodes 5 et 6                   |
| 2011           | Endgame                            | Oui          |             | Saison 1, épisode 7                         |
| 2011           | Hiccups                            | Oui          |             | Saison 2, épisode 8                         |
| 2013           | Bomb Girls                         | Oui          |             | Saison 2, épisodes 7 et 8                   |
| 2013           | Played, les infiltrés              | Oui          |             | Saison 1, épisodes 7 et 13                  |
| 2014           | Reign : Le Destin d'une reine      | Oui          |             | Saison 1, épisode 10                        |
| 2014-2017/2023 | Doctor Who                         | Oui          |             | 9 épisodes                                  |
| 2015           | South of Hell                      | Oui          |             | Saison 1, épisodes 2 et 4                   |
| 2016-2019      | Flash                              | Oui          | Oui         | 4 épisodes                                  |
| 2016           | Legends of Tomorrow                | Oui          |             | Saison 1, épisode 12                        |
| 2016-2019      | Supergirl                          | Oui          |             | Saison 2, épisode 3 et Saison 4, épisode 10 |
| 2016           | Sherlock                           | Oui          |             | Saison 4, épisode 1                         |
| 2016-2019      | Riverdale                          | Oui          |             | 3 épisodes                                  |
| 2018           | Iron Fist                          | Oui          |             | Saison 2, épisode 2                         |
| 2018           | Les Nouvelles Aventures de Sabrina | Oui          |             | Saison 1, épisode 6                         |
| 2019           | Doom Patrol                        | Oui          | Oui         | Saison 1, épisode 3                         |
| 2019           | American Gods                      | Oui          |             | Saison 2, épisode 6                         |
| 2023           | Doctor Who                         | Oui          |             | Spéciaux 60 ans, épisode 1                  |